# Автомоновская
Автомоновская — деревня в Верхнетоемском районе Архангельской области. Входит в состав Афанасьевского сельского поселения.

## География
Деревня находится в юго-восточной части Архангельской области, на расстоянии примерно 43 км (по прямой) к северо-западу от села Верхняя Тойма, административного центра района.

### Часовой пояс
Деревня Автомоновская, как и вся Архангельская область, находится в часовой зоне МСК (московское время). Смещение применяемого времени относительно UTC составляет +3:00.

## Население
| 2002 | 2010 |
| ---- | ---- |
| 85   | ↘73  |

### Национальный состав
Согласно результатам переписи 2002 года, в национальной структуре населения русские составляли 97 % из 84 чел.